# Pier Jacopo Alari Bonacolsi

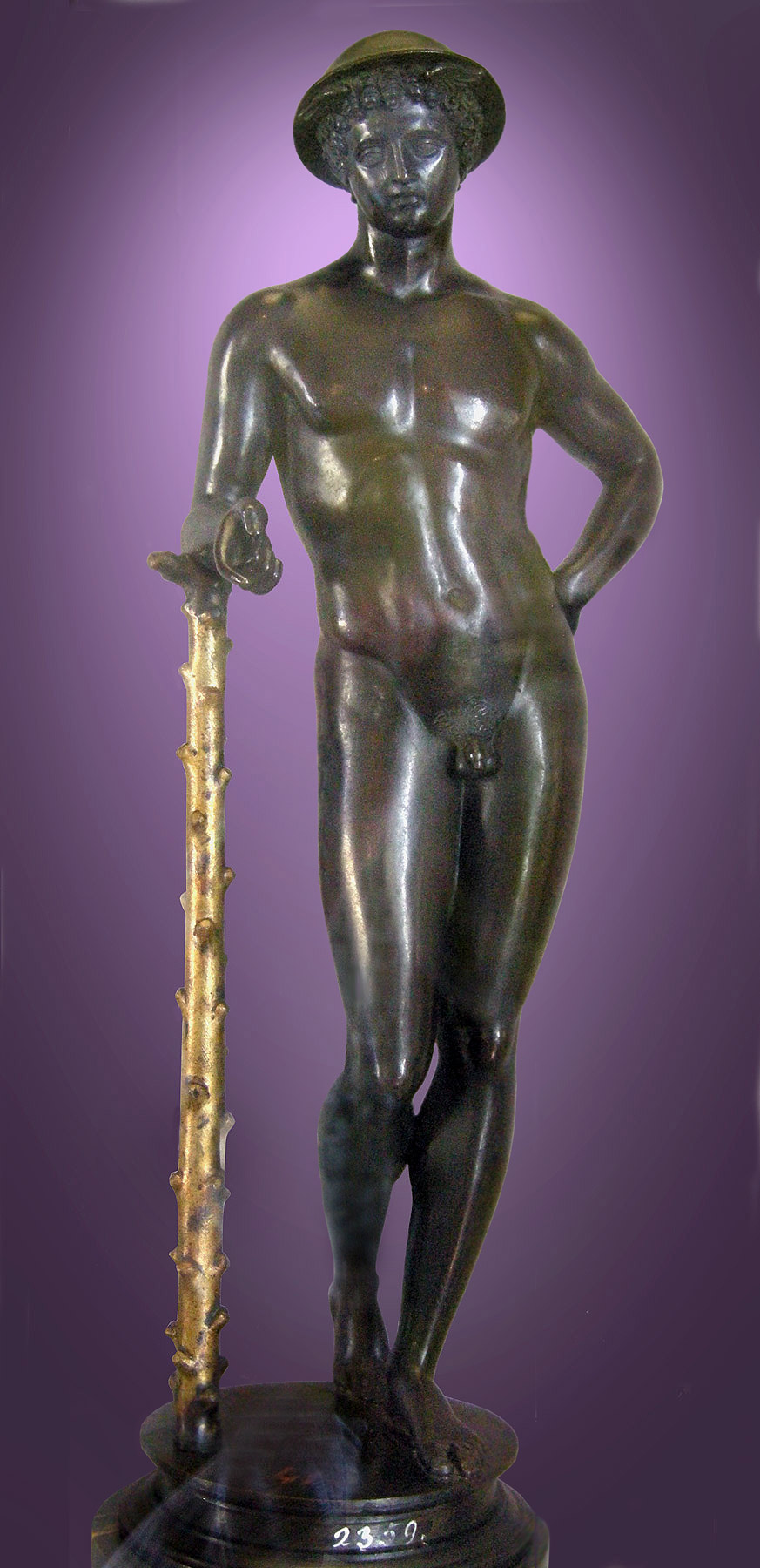
Antico: Mercúrio. Kunsthistorisches Museum, Viena.

Pier Jacopo Alari Bonacolsi (Mantua o Gazzuolo, c. 1460-1528) fue un escultor italiano del renacimiento. Es  conocido como il Antico, probablemente en oposición a Galeazzo Mondella il Moderno.
Comenzó su carrera como medallista, también se interesó en la pintura y trabajó como restaurador de estatuas antiguas, pero su fama se debe a su habilidad en el ámbito de la pequeña escultura, creando una serie de piezas decorativas para mecenas privados, pero que tenían una estética refinada y una calidad técnica de primera línea. Fue un protegido de Isabel de Este.
Fue uno de los primeros escultores en darse cuenta de las posibilidades comerciales de la creación de copias de sus obras en bronce a través de la técnica de cera perdida, cuando hasta entonces el uso era la fabricación de piezas únicas. Su estilo estaba inclinado al clasicismo, que ejercía en la creación de imágenes de la mitología grecorromana. Por su amor a la Antigüedad recibió su apodo, que significa «antiguo».

## Obras
- Eros, 1490, Florencia, museo del Bargello
- Bacco e Arianna, Viena, Kunsthistorisches Museum
- Mercurio, Viena, Kunsthistorisches Museum
- Ercole e Anteo, Viena, Kunsthistorisches Museum
- Atropos, Viena, Kunsthistorisches Museum
- Statua equestre di Marco Aurelio, Viena, Kunsthistorisches Museum
- Vaso Gonzaga (1491), Modena, Galleria Estense
- Ercole e Anteo, Londres, Victoria and Albert Museum
- Meleagro, Londres, Victoria and Albert Museum
- Paride, Nueva York, Metropolitan Museum
- Hércules, Madrid, Museo Arqueológico Nacional[1]